# Championnats d'Europe d'escrime 2000
Navigation
Édition précédente Édition suivante
Les championnats d'Europe d'escrime 2000 se sont disputés à Funchal au Portugal en 2000.  La compétition est organisée par la fédération portugaise d'escrime, sous l'égide de la Confédération européenne d'escrime a vu s'affronter des tireurs des différents pays européens lors de 12 épreuves différentes. 
Le sabre dames par équipes est au programme pour la première fois.
Les épreuves ont eu lieu dans le Pavilhão Polidesportivo Tecnopol.

## Médaillés
| Épreuves                               | Or                                                                                    | Argent                                                                               | Bronze                                                                                     |
| -------------------------------------- | ------------------------------------------------------------------------------------- | ------------------------------------------------------------------------------------ | ------------------------------------------------------------------------------------------ |
| Épée                                   |                                                                                       |                                                                                      |                                                                                            |
| Hommes individuel résultats détaillés  | Pavel Kolobkov                                                                        | Kaido Kaaberma                                                                       | Krisztián Kulcsár Christoph Marik                                                          |
| Hommes par équipes résultats détaillés | France- Rémy Delhomme - Benoît Janvier - Cédric Pillac - Frantz Philippe              | Espagne- José Luis Abajo - Roberto Cantero - Miguel Gómez - Eduardo Sepulveda Puerto | Allemagne- Patrick Dränert - Oliver Lücke - Sven Schmid - Fabian Schmidt                   |
| Femmes individuel résultats détaillés  | Rosa María Castillejo                                                                 | Olga Cygan                                                                           | Hajnalka Kiraly Monika Maciejewska                                                         |
| Femmes par équipes résultats détaillés | Suisse- Gianna Hablützel-Bürki - Sophie Lamon - Diana Romagnoli - Tabea Steffen       | Hongrie- Hajnalka Kiraly - Adrienn Hormay - Hajnalka Tóth - Renata Fodor             | Allemagne- Isabel Haamel - Kathrin Holz - Marijana Markovic - Patricia Osyczka             |
| Fleuret                                |                                                                                       |                                                                                      |                                                                                            |
| Hommes individuel résultats détaillés  | Salvatore Sanzo                                                                       | Johannes Krüger                                                                      | Loïc Attely João Gomes                                                                     |
| Hommes par équipes résultats détaillés | Portugal- Hugo Miranda - João Gomes - Alvaro Monteiro - Marco Gonçalves               | Autriche- Marco Falchetto - Michael Ludwig - Gerd Salbrechter - Joachim Wendt        | Italie- Daniele Crosta - Gabriele Magni - Salvatore Sanzo - Matteo Zennaro                 |
| Femmes individuel résultats détaillés  | Sylwia Gruchała                                                                       | Reka Zsofia Lazăr-Szabo                                                              | Bella Nousouïeva Ekaterina Youcheva                                                        |
| Femmes par équipes résultats détaillés | Russie- Svetlana Boyko - Olga Sharkova - Bella Nusuyeva - Ekaterina Yusheva           | Roumanie- Laura Badea - Reka Zsofia Lazăr-Szabo - Roxana Scarlat - Claudia Vanţă     | Pologne- Sylwia Gruchala - Barbara Wolnicka - Małgorzata Wojtkowiak - Alicja Kryczało      |
| Sabre                                  |                                                                                       |                                                                                      |                                                                                            |
| Hommes individuel résultats détaillés  | Sergey Sharikov                                                                       | Alexei Frossine                                                                      | Fernando Casares Stanislav Pozdniakov                                                      |
| Hommes par équipes résultats détaillés | Russie- Sergey Sharikov - Alexei Frossine - Stanislav Pozdniakov - Aleksandr Shirshov | Biélorussie- Ivan Filimonov - Dmitry Lapkes - Alexander Surimto - Denis Stepanov     | Ukraine- Vadym Gutzeit - Volodymyr Kaliuzhniy - Volodymyr Loukachenko - Volodymyr Chrystyk |
| Femmes individuel résultats détaillés  | Anne-Lise Touya                                                                       | Elena Netchaeva                                                                      | Gioia Marzocca Elena Jemayeva                                                              |
| Femmes par équipes résultats détaillés | Russie- Elizaveta Gorszt - Irina Bazsenova - Natalia Makeïeva - Elena Nechaeva        | France- Anne-Lise Touya - Cécile Argiolas - Magali Carrier                           | Italie- Ilaria Bianco - Anna Ferraro - Gioia Marzocca - Alessia Tognolli                   |

## Tableau des médailles
| Rang  | Nation      | Or | Argent | Bronze | Total |
| ----- | ----------- | -- | ------ | ------ | ----- |
| 1     | Russie      | 5  | 2      | 3      | 10    |
| 2     | France      | 2  | 1      | 1      | 4     |
| 3     | Pologne     | 1  | 1      | 2      | 4     |
| 4     | Espagne     | 1  | 1      | 1      | 3     |
| 5     | Italie      | 1  | 0      | 3      | 4     |
| 6     | Portugal    | 1  | 0      | 1      | 2     |
| 7     | Suisse      | 1  | 0      | 0      | 1     |
| 8     | Roumanie    | 0  | 2      | 0      | 2     |
| 9     | Allemagne   | 0  | 1      | 2      | 3     |
| 9     | Hongrie     | 0  | 1      | 2      | 3     |
| 11    | Autriche    | 0  | 1      | 1      | 2     |
| 12    | Biélorussie | 0  | 1      | 0      | 1     |
| 13    | Azerbaïdjan | 0  | 0      | 1      | 1     |
| 13    | Ukraine     | 0  | 0      | 1      | 1     |
| Total | Total       | 12 | 12     | 18     | 42    |